# 彼得羅巴甫利夫卡 (扎波羅熱區)
47°59′26″N 34°58′17″E / 47.99056°N 34.97139°E
彼得罗巴甫利夫卡（烏克蘭語：Петропавлівка）是位於烏克蘭東南部的村莊，由扎波羅熱州扎波羅熱区的希羅凱市鎮負責管轄。該村距離彼得羅皮爾2.5公里和米哈伊洛-盧卡舍韋1.5公里，始建於1928年，面積7.2平方公里，海拔高度108米，2001年人口79。